# Thor Kristensen
Thor Kristensen, né le 4 juin 1980 à Silkeborg, est un rameur danois.

## Biographie

### Palmarès

#### Aviron aux Jeux olympiques
- 2004 à Athènes,  Grèce
  -  Médaille d'or en quatre sans barreur poids légers[1]

#### Championnats du monde d'aviron
- 2002 à Séville,  Espagne
  -  Médaille d'or
- 2003 à Milan,  Italie
  -  Médaille d'or